# 1984년 일본 시리즈
1984년 일본 시리즈(일본어: 1984年の日本シリーズ)는 1984년 10월 13일부터 10월 22일까지 열린 일본 프로 야구의 일본 시리즈 경기이다. 센트럴 리그 우승 팀인 히로시마 도요 카프가 총 7차례의 접전을 펼친 끝에 퍼시픽 리그 우승팀 한큐 브레이브스를 누르고 4승 3패의 성적을 기록, 1980년 이후 4년 만에 3번째 우승을 차지했다.

## 감독
| 소속 리그   | 소속               | 감독            |
| ----------- | ------------------ | --------------- |
| 센트럴 리그 | 히로시마 도요 카프 | 고바 다케시     |
| 퍼시픽 리그 | 한큐 브레이브스    | 우에다 도시하루 |

## 경기 일정
- 1차전 : 10월 13일
- 2차전 : 10월 14일
- 3차전 : 10월 16일
- 4차전 : 10월 18일
- 5차전 : 10월 19일
- 6차전 : 10월 21일
- 7차전 : 10월 22일

## 경기 기록
| 일시                                     | 경기   | 원정팀(선공)       | 스코어    | 홈팀(후공)         | 개최 구장            | 개시 시각 | 경기 시간  | 관중수   |
| ---------------------------------------- | ------ | ------------------ | --------- | ------------------ | -------------------- | --------- | ---------- | -------- |
| 10월 13일(토)                            | 1차전  | 한큐 브레이브스    | 2 - 3     | 히로시마 도요 카프 | 히로시마 시민 구장   | 13시 00분 | 2시간 40분 | 28,863명 |
| 10월 14일(일)                            | 2차전  | 한큐 브레이브스    | 5 - 2     | 히로시마 도요 카프 | 히로시마 시민 구장   | 13시 00분 | 3시간 15분 | 31,289명 |
| 10월 15일(월)                            | 이동일 | 이동일             | 이동일    | 이동일             | 이동일               | 이동일    | 이동일     | 이동일   |
| 10월 16일(화)                            | 3차전  | 히로시마 도요 카프 | 8 - 3     | 한큐 브레이브스    | 한큐 니시노미야 구장 | 13시 00분 | 3시간 17분 | 19,022명 |
| 10월 17일(수)                            | 4차전  | 우천 취소          | 우천 취소 | 우천 취소          | 한큐 니시노미야 구장 | -         | -          | -        |
| 10월 18일(목)                            | 4차전  | 히로시마 도요 카프 | 3 - 2     | 한큐 브레이브스    | 한큐 니시노미야 구장 | 13시 00분 | 3시간 21분 | 22,162명 |
| 10월 19일(금)                            | 5차전  | 히로시마 도요 카프 | 2 - 6     | 한큐 브레이브스    | 한큐 니시노미야 구장 | 13시 00분 | 3시간 41분 | 14,442명 |
| 10월 20일(토)                            | 이동일 | 이동일             | 이동일    | 이동일             | 이동일               | 이동일    | 이동일     | 이동일   |
| 10월 21일(일)                            | 6차전  | 한큐 브레이브스    | 8 - 3     | 히로시마 도요 카프 | 히로시마 시민 구장   | 13시 00분 | 3시간 43분 | 30,442명 |
| 10월 22일(월)                            | 7차전  | 한큐 브레이브스    | 2 - 7     | 히로시마 도요 카프 | 히로시마 시민 구장   | 13시 00분 | 3시간 10분 | 25,720명 |
| 우승: 히로시마 도요 카프(4년 만에 3번째) |        |                    |           |                    |                      |           |            |          |

## 일본 시리즈 경기 결과

### 1차전
- 10월 13일 - 히로시마 시민 구장

| 팀 | 1 | 2 | 3 | 4 | 5 | 6 | 7 | 8 | 9 | R | H | E |
| 한큐 | 0 | 0 | 1 | 1 | 0 | 0 | 0 | 0 | 0 | 2 | 7 | 1 |
| 히로시마 | 0 | 0 | 1 | 0 | 0 | 0 | 0 | 2 | X | 3 | 6 | 1 |
| 승리 투수: 고바야시 세이지(1-0) 패전 투수: 야마다 히사시(0-1) 홈런: 한큐 – 후쿠하라 미네오(3회 1점) 히로시마 – 나가시마 기요유키(8회 2점) |   |   |   |   |   |   |   |   |   |   |   |   |

### 2차전
- 10월 14일 - 히로시마 시민 구장

| 팀                                                                                                  | 1 | 2 | 3 | 4 | 5 | 6 | 7 | 8 | 9 | R | H  | E |
| 한큐                                                                                                | 0 | 0 | 0 | 0 | 0 | 0 | 0 | 0 | 5 | 5 | 10 | 0 |
| 히로시마                                                                                            | 1 | 0 | 1 | 0 | 0 | 0 | 0 | 0 | 0 | 2 | 7  | 2 |
| 승리 투수: 야마오키 유키히코(1-0) 패전 투수: 기타벳푸 마나부(0-1) 홈런: 한큐 – 미노다 고지(9회 1점) |   |   |   |   |   |   |   |   |   |   |    |   |

### 3차전
- 10월 16일 - 한큐 니시노미야 구장

| 팀 | 1 | 2 | 3 | 4 | 5 | 6 | 7 | 8 | 9 | R | H  | E |
| 히로시마 | 0 | 1 | 4 | 2 | 0 | 0 | 1 | 0 | 0 | 8 | 12 | 0 |
| 한큐 | 0 | 0 | 2 | 0 | 0 | 1 | 0 | 0 | 0 | 3 | 8  | 0 |
| 승리 투수: 가와구치 가즈히사(1-0) 패전 투수: 사토 요시노리(0-1) 홈런: 히로시마 – 야마모토 고지(2회 1점), 나가시마 기요유키(3회 만루), 다카하시 요시히코(4회 2점), 기누가사 사치오(7회 1점) |   |   |   |   |   |   |   |   |   |   |    |   |

### 4차전
- 10월 18일 - 한큐 니시노미야 구장

| 팀 | 1 | 2 | 3 | 4 | 5 | 6 | 7 | 8 | 9 | R | H  | E |
| 히로시마 | 1 | 0 | 0 | 0 | 0 | 1 | 0 | 0 | 1 | 3 | 12 | 0 |
| 한큐 | 0 | 0 | 0 | 0 | 0 | 0 | 2 | 0 | 0 | 2 | 8  | 0 |
| 승리 투수: 오노 유타카(1-0) 패전 투수: 야마다 히사시(0-2) 홈런: 히로시마 – 기누가사 사치오(6회 1점) 한큐 – 마쓰나가 히로미(7회 2점) |   |   |   |   |   |   |   |   |   |   |    |   |

### 5차전
- 10월 19일 - 한큐 니시노미야 구장

| 팀 | 1 | 2 | 3 | 4 | 5 | 6 | 7 | 8 | 9 | R | H  | E |
| 히로시마 | 0 | 1 | 0 | 0 | 0 | 1 | 0 | 0 | 0 | 2 | 8  | 0 |
| 한큐 | 0 | 1 | 0 | 1 | 1 | 0 | 1 | 2 | X | 6 | 13 | 1 |
| 승리 투수: 이마이 유타로(1-0) 패전 투수: 기타벳푸 마나부(0-2) 세이브: 야마오키 유키히코(1S) 홈런: 한큐 – 고바야시 신야(4회 1점) |   |   |   |   |   |   |   |   |   |   |    |   |

### 6차전
- 10월 21일 - 히로시마 시민 구장

| 팀 | 1 | 2 | 3 | 4 | 5 | 6 | 7 | 8 | 9 | R | H  | E |
| 한큐 | 0 | 0 | 7 | 0 | 0 | 1 | 0 | 0 | 0 | 8 | 10 | 0 |
| 히로시마 | 2 | 1 | 0 | 0 | 0 | 0 | 0 | 0 | 0 | 3 | 8  | 0 |
| 승리 투수: 야마오키 유키히코(2-0) 패전 투수: 가와구치 가즈히사(1-1) 홈런: 한큐 – 후쿠하라 미네오(3회 만루) 히로시마 – 다쓰카와 미쓰오(2회 1점) |   |   |   |   |   |   |   |   |   |   |    |   |

### 7차전
- 10월 22일 - 히로시마 시민 구장

| 팀 | 1 | 2 | 3 | 4 | 5 | 6 | 7 | 8 | 9 | R | H  | E |
| 한큐 | 1 | 0 | 0 | 0 | 0 | 1 | 0 | 0 | 0 | 2 | 10 | 1 |
| 히로시마 | 0 | 0 | 1 | 0 | 0 | 1 | 3 | 2 | X | 7 | 13 | 0 |
| 승리 투수: 야마네 가즈오(1-0) 패전 투수: 야마다 히사시(0-3) 홈런: 한큐 – 유미오카 게이지로(1회 1점) 히로시마 – 기누가사 사치오(3회 1점), 나가시마 기요유키(6회 1점) |   |   |   |   |   |   |   |   |   |   |    |   |

## 수상 선수
- MVP : 나가시마 기요유키(히로시마)
- 감투상 : 야마오키 유키히코(한큐)
- 우수 선수상 : 야마모토 고지, 다카하시 요시히코(이상 히로시마), 후쿠모토 유타카(한큐)

## 같이 보기
- 1984년 월드 시리즈